# 马住庄村
马住庄村，中华人民共和国山东省济南市章丘市高官寨镇所辖的一个行政村。全行政村人口305户、1119人。耕地面积2514亩。行政区划代码370181114219。